# Lista najlepszych piłkarzy roku w ZSRR
Lista 33 najlepszych piłkarzy roku w ZSRR – coroczny plebiscyt na trzech najlepszych radzieckich piłkarzy grających na różnych pozycjach (3 x 11 = 33) organizowany w latach 1948-1991. Listę przygotowywali urzędnicy z Sekcji Wykonawczej Związku Piłki Nożnej ZSRR.
W 1938 była opublikowana pierwsza lista 55 najlepszych piłkarzy. Następna lista pojawiła się dopiero w 1948 i zawierała 33 nazwisk. Była również zatwierdzona przez Sekcję Wykonawczą Związku Piłki Nożnej ZSRR. Listy 1949, 1951, 1952, 1955, 1958 były zaproponowane przez Radę Trenerską, ale nie były zatwierdzone przez Sekcję. W latach 1953–1954 listy nie były przygotowywane.
W 1967 listę przygotowano bez numeracji według alfabetu.
Od 1948 roku w 42 listach „33 najlepszych” wybrano 488 piłkarzy (na 1386 pozycji), którzy reprezentowali 29 klubów. Największą ilość stanowili piłkarze Dynama Kijów (252) i Spartaka Moskwa (226). Rekordzistami spośród piłkarzy są: Ołeh Błochin i Lew Jaszyn – 15-krotnie wybierano ich do listy najlepszych.

## Tabela list
| Rok  | Nr | Bramkarze                      | Prawy obrońca              | Lewy obrońca            | Prawy pomocnik def.      | Środkowy pomocnik def.  | Lewy pomocnik def.     | Prawy skrzydłowy         | Prawy pomocnik of.         | Środkowy napastnik           | Lewy pomocnik of.          | Lewy skrzydłowy                |
| ---- | -- | ------------------------------ | -------------------------- | ----------------------- | ------------------------ | ----------------------- | ---------------------- | ------------------------ | -------------------------- | ---------------------------- | -------------------------- | ------------------------------ |
| 1928 | 1  | N.J. Sokołow (Leningrad)       | Ruszczinski (Moskwa)       | K. Fomin (Charków)      | P. Filippow (Leningrad)  | Sielin (Moskwa)         | Stolarow (Moskwa)      | P. Grigorjew (Leningrad) | M. Butusow (Leningrad)     | Isakow (Moskwa)              | Wł. Blinkow (Moskwa)       | Cholin (Moskwa)                |
| 1928 | 2  | Leonow (Moskwa)                | A. Korniłow (Leningrad)    | Jeżow (Leningrad)       | Jegorow (Moskwa)         | Batyriew (Leningrad)    | Leuta (Moskwa)         | N. Starostin (Moskwa)    | S. Iwanow (Moskwa)         | K. Blinkow (Moskwa)          | Kanunnikow (Moskwa)        | Kuskow (Leningrad)             |
| 1928 | 3  | Sawincew (Leningrad)           | Karpienko (Moskwa)         | Al. Starostin (Moskwa)  | Lenczikow (Moskwa)       | W. Fomin (Charków)      | Prywałow (Charków)     | A. Makarow (Moskwa)      | Szpakowski (Charków)       | G. Iwanow (Leningrad)        | Ałfiorow (Charków)         | Peczeny (Mikołajów)            |
| 1928 | 4  | I. Filippow (Moskwa)           | Kład´ko (Charków)          | Tietierin (Moskwa)      | Siemionow (Charków)      | Wonog (Leningrad)       | Nikiszyn (Moskwa)      | T. Grigorjew (Moskwa)    | Troicki (Moskwa)           | G. Archangielski (Leningrad) | B. Szełagin (Leningrad)    | Szaposznikow (Moskwa)          |
| 1930 | 1  | N.Je. Sokołow (Leningrad)      | Al. Starostin (Moskwa)     | Pczelikow (Moskwa)      | Jegorow (Moskwa)         | W. Fomin (Charków)      | Prywałow (Charków)     | P. Grigorjew (Leningrad) | Sztraub (Odessa)           | M. Butusow (Leningrad)       | Pawłow (Moskwa)            | Prokofjew (Moskwa)             |
| 1930 | 2  | I. Filippow (Moskwa)           | Kład´ko (Charków)          | K. Fomin (Charków)      | M. Fomin (Charków)       | Batyriew (Leningrad)    | Nikiszyn (Moskwa)      | N. Starostin (Moskwa)    | Szpakowski (Charków)       | S. Iwanow (Moskwa)           | Jelisiejew (Moskwa)        | S. Iljin (Moskwa)              |
| 1930 | 3  | Sawincew (Leningrad)           | Ruszczinski (Moskwa)       | A. Korniłow (Leningrad) | P. Popow (Leningrad)     | An. Starostin (Moskwa)  | Leuta (Moskwa)         | Hyczkin (Mikołajów)      | Małchasow (Kijów)          | Kuraba (Rostów nad Donem)    | B. Szełagin (Leningrad)    | Peczeny (Kijów)                |
| 1933 | 1  | Babkin (Charków)               | Al. Starostin (Moskwa)     | K. Fomin (Charków)      | M. Fomin (Charków)       | An. Starostin (Moskwa)  | Prywałow (Charków)     | N. Starostin (Moskwa)    | Was. Smirnow (Moskwa)      | S. Iwanow (Moskwa)           | A. Łapszin (Moskwa)        | S. Iljin (Moskwa)              |
| 1933 | 2  | Idzkowski (Kijów)              | Kiriłłow (Charków)         | Tietierin (Moskwa)      | Dubinin (Moskwa)         | Sielin (Moskwa)         | Stolarow (Moskwa)      | Honczarenko (Iwanowo)    | P. Diemientjew (Leningrad) | Szczehocki (Kijów)           | Pawłow (Moskwa)            | Prokofjew (Kijów)              |
| 1933 | 3  | Dorochow (Iwanowo)             | Sientiabriew (Iwanowo)     | Jeżow (Leningrad)       | Anikin (Iwanowo)         | Żordania (Iwanowo)      | Leuta (Moskwa)         | Małchasow (Iwanowo)      | Łajko (Dniepropetrowsk)    | Jelisiejew (Leningrad)       | Parowysznikow (Charków)    | Kuskow (Leningrad)             |
| 1938 | 1  | Akimow (Dinamo M)              | Laskowski (CSKA)           | Was. Sokołow (Spartak)  | A. Łapszin (Dinamo M)    | An. Starostin (Spartak) | Jelisiejew (Dinamo M)  | Dżedżelawa (Dinamo T)    | Jakuszyn (Dinamo M)        | Wik. Siemionow (Spartak)     | N. Diemientjew (Dinamo L)  | G. Fiedotow (CSKA)             |
| 1938 | 2  | Trusewicz (Dynamo K)           | Tabaczkowski (Dynamo O)    | Wolin (Dynamo O)        | S. Artiemjew (Spartak)   | Lifszyć (Dynamo K)      | Kuźmenko (Dynamo K)    | Siemiczastny (Dinamo M)  | Szyłowski (Dynamo K)       | Ałow (Dinamo L)              | Al-j Sokołow (Spartak)     | S. Iljin (Dinamo M)            |
| 1938 | 3  | Żmielkow (Spartak)             | N. Rodionow (Mietałłurg M) | Karielin (Staliniec M)  | Hreber (Dynamo K)        | Koczetkow (Torpedo M)   | A. Fiodorow (Dinamo L) | Kiriejew (CSKA)          | W. Stiepanow (Spartak)     | Łajko (Dynamo K)             | Komarow (Dynamo K)         | P. Korniłow (Dynamo K/Spartak) |
| 1938 | 4  | Ikonnikow (Tiemp)              | Machynia (Dynamo K)        | P. Kisielow (Dinamo L)  | Moszkarkin (Lokomotiw M) | Malinin (CSKA)          | N. Iljin (Lokomotiw M) | Sazonow (Dinamo L)       | K. Riazancew (Torpedo M)   | Kapielkin (Mietałłurg M)     | Al-j Ponomariow (Dinamo M) | Bykow (Dinamo L)               |
| 1938 | 5  | Nazarietow (Krylja Sowietow M) | M. Dienisow (Dinamo L)     | Bikezin (Stachanowiec)  | Wik. Masłow (Torpedo M)  | Orieszkin (Elektrik)    | Nifontow (Tiemp)       | Bałaba (Stachanowiec)    | Zajcew (Mietałłurg M)      | Paiczadze (Dinamo T)         | W. Bierieżnoj (Dinamo T)   | Papkow (Mietałłurg M)          |

| Rok          | Nr                       | Bramkarze                    | Piłkarze                    | Piłkarze                          | Piłkarze                         | Piłkarze                        | Piłkarze                              | Piłkarze                     | Piłkarze                            | Piłkarze                      | Piłkarze                           | Piłkarze                        |
| ------------ | ------------------------ | ---------------------------- | --------------------------- | --------------------------------- | -------------------------------- | ------------------------------- | ------------------------------------- | ---------------------------- | ----------------------------------- | ----------------------------- | ---------------------------------- | ------------------------------- |
| •            | •                        | •                            | •                           | •                                 | •                                | •                               | •                                     | •                            | •                                   | •                             | •                                  | •                               |
| 1948         | 1                        | Akimow (Torpedo M)           | Czistochwałow (CSKA)        | Koczetkow (CSKA)                  | Nyrkow (CSKA)                    | Blinkow (Dinamo M)              | W. Sołowjow (CSKA)                    | Trofimow (Dinamo M)          | Nikołajew (CSKA)                    | O. Ponomariow (Torpedo M)     | Bobrow (CSKA)                      | Diomin (CSKA)                   |
| 1948         | 2                        | Nikanorow (CSKA)             | A. S. Pietrow (Dinamo M)    | L. Sołowjow (Dinamo M)            | Gomes (Torpedo M)                | Wodiagin (CSKA)                 | Malawkin (Dinamo M)                   | Grinin (CSKA)                | Karcew (Dinamo M)                   | S. Sołowjow (Dinamo M)        | Bieskow (Dinamo M)                 | Salnikow (Spartak)              |
| 1948         | 3                        | Chomicz (Dinamo M)           | Chołodkow (Spartak)         | Dziapszypa (Dinamo T)             | Sardżweladze (Dinamo T)          | Timakow (Spartak)               | Riazancew (Spartak)                   | Konow (Spartak)              | Mariutin (Zenit Petersburg)         | G. Fiedotow (CSKA)            | Diemientjew (Spartak)              | Obotow (Lokomotiw M)            |
| 1949         | 1                        | Akimow (WWS)                 | Czistochwałow (CSKA)        | L. Sołowjow (Dinamo M)            | Siedow (Spartak)                 | Blinkow (Dinamo M)              | Riazancew (Spartak)                   | Grinin (CSKA)                | Nikołajew (CSKA)                    | Simonian (Spartak)            | Bieskow (Dinamo M)                 | Salnikow (Spartak)              |
| 1949         | 2                        | Chomicz (Dinamo M)           | Mietielski (WWS)            | Kriżewski (WWS)                   | P. Iwanow (Dinamo M)             | Timakow (Spartak)               | Malawkin (Dinamo M)                   | Trofimow (Dinamo M)          | Konow (Dinamo M)                    | O. Ponomariow (Torpedo M)     | Diemientjew (Spartak)              | Diomin (CSKA)                   |
| 1949         | 3                        | L. Iwanow (Zenit Petersburg) | Badin (Torpedo S)           | Dziapszypa (Dinamo T)             | Gomes (Torpedo M)                | Sołomatin (Torpedo M)           | M. Rodin (CSKA)                       | Paramonow (Spartak)          | Mariutin (Zenit Petersburg)         | Sawdunin (Dinamo M)           | Bobrow (WWS)                       | Borzenko (Łokomotyw)            |
| 1950         | 1                        | L. Iwanow (Zenit Petersburg) | Czistochwałow (CSKA)        | Baszaszkin (CSKA)                 | Siedow (Spartak)                 | Wodiagin (CSKA)                 | Nietto (Spartak)                      | Trofimow (Dinamo M)          | Nikołajew (CSKA)                    | Bieskow (Dinamo M)            | Diemientjew (Spartak)              | S. Sołowjow (Dinamo M)          |
| 1950         | 2                        | Sanaja (Dinamo M)            | Mietielski (WWS)            | W. Sokołow (Spartak)              | Nyrkow (CSKA)                    | Timakow (Spartak)               | A. Pietrow (CSKA)                     | Grinin (CSKA)                | Mariutin (Zenit Petersburg)         | Simonian (Spartak)            | Gogoberidze (Dinamo T)             | Diomin (CSKA)                   |
| 1950         | 3                        | Margania (Dinamo T)          | Skorochow (Krylja Sowietow) | Kriżewski (WWS)                   | Gomes (Torpedo M)                | Sołomatin (Torpedo M)           | A. Sokołow (Dinamo M)                 | Paramonow (Spartak)          | Szuwałow (WWS)                      | Gulewski (Krylja Sowietow)    | Salnikow (Dinamo M)                | Fomin (Szachtar)                |
| 1951         | 1                        | L. Iwanow (Zenit Petersburg) | Czistochwałow (CSKA)        | Baszaszkin (CSKA)                 | Nyrkow (CSKA)                    | Wodiagin (CSKA)                 | A. Pietrow (CSKA)                     | Grinin (CSKA)                | Nikołajew (CSKA)                    | Gulewski (Krylja Sowietow)    | Gogoberidze (Dinamo T)             | Diomin (CSKA)                   |
| 1951         | 2                        | Nikanorow (CSKA)             | Mietielski (WWS)            | Kriżewski (WWS)                   | Gomes (Torpedo M)                | Timakow (Spartak)               | Nietto (Spartak)                      | Trofimow (Dinamo M)          | Mariutin (Zenit Petersburg)         | O. Ponomariow (Szachtar)      | Salnikow (Dinamo M)                | A. Iwanow (Zenit Petersburg)    |
| 1951         | 3                        | Margania (Dinamo T)          | Dehteriow (Szachtar)        | Dziapszypa (Dinamo T)             | Siedow (Spartak)                 | Ałpatow (Szachtar)              | Antadze (Dinamo T)                    | Dżodżua (Dinamo T)           | Woroszyłow (Krylja Sowietow)        | Simonian (Spartak)            | W. Sołowjow (CSKA)                 | Borzenko (Szachtar)             |
| 1952         | 1                        | L. Iwanow (Zenit Petersburg) | Hołubjew (Dynamo K)         | Gomes (Torpedo M)                 | P. Tyszczenko (Dynamo K)         | Timakow (Spartak)               | Nietto (Spartak)                      | Iljin (Spartak)              | Mariutin (Zenit Petersburg)         | Zazrojew (Dynamo K)           | Diemientjew (Spartak)              | Jemyszew (Spartak)              |
| 1952         | 2                        | Korniłow (Krylja Sowietow)   | N. Tiszczenko (Spartak)     | Dziapszypa (Dinamo T)             | Nyrkow (reprezentacja m.Kalinin) | Just (Dynamo K)                 | Mychałyna (Dynamo K)                  | Trofimow (Dinamo M)          | Nikołajew (reprezentacja m.Kalinin) | Bobrow (WWS)                  | Gogoberidze (Dinamo T)             | A. Iwanow (Zenit Petersburg)    |
| 1952         | 3                        | Sanaja (Dinamo M)            | Wasiljew (Krylja Sowietow)  | Zabielin (Lokomotiw M)            | Sawdunin (Dinamo M)              | Antadze (Dinamo T)              | W. S. Fomin (reprezentacja m.Kalinin) | Paramonow (Spartak)          | Woroszyłow (Krylja Sowietow)        | Simonian (Spartak)            | A. Iljin (reprezentacja m.Kalinin) | Czkuaseli (Dinamo T)            |
| 1955         | 1                        | Jaszyn (Dinamo M)            | Porchunow (CSKA)            | Baszaszkin (CSKA)                 | Ogońkow (Spartak)                | Paramonow (Spartak)             | Nietto (Spartak)                      | Tatuszyn (Spartak)           | Wal. Iwanow (Torpedo M)             | E. Strielcow (Torpedo M)      | Salnikow (Spartak)                 | Iljin (Spartak)                 |
| 1955         | 2                        | Razinski (CSKA)              | A. Rodionow (Dinamo M)      | Kriżewski (Dinamo M)              | Pieriewałow (CSKA)               | Beca (CSKA)                     | A. Pietrow (CSKA)                     | Szabrow (Dinamo M)           | Fiedosow (Dinamo M)                 | Simonian (Spartak)            | Gogoberidze (Dinamo T)             | Ryżkin (Dinamo M)               |
| 1955         | 3                        | Makarow (Dynamo K)           | Rogow (Lokomotiw M)         | Maslonkin (Spartak)               | B. D. Kuzniecow (Dinamo M)       | Artiemjew (Lokomotiw M)         | Dumanski (Szachtar)                   | Agapow (CSKA)                | Isajew (Spartak)                    | J. Kuzniecow (Dinamo M)       | Koman (Dynamo K)                   | Arbutow (Torpedo M)             |
| 1956         | 1                        | Jaszyn (Dinamo M)            | N. Tiszczenko (Spartak)     | Baszaszkin (CSKA)                 | Ogońkow (Spartak)                | Paramonow (Spartak)             | Nietto (Spartak)                      | Tatuszyn (Spartak)           | Isajew (Spartak)                    | E. Strielcow (Torpedo M)      | Salnikow (Spartak)                 | A. M. Iljin (Spartak)           |
| 1956         | 2                        | Razinski (CSKA)              | Porchunow (CSKA)            | Kriżewski (Dinamo M)              | B. D. Kuzniecow (Dinamo M)       | Beca (CSKA)                     | A. Pietrow (CSKA)                     | Chasaja (Dinamo T)           | Wal. Iwanow (Torpedo M)             | Simonian (Spartak)            | J. Bielajew (CSKA)                 | Ryżkin (Dinamo M)               |
| 1956         | 3                        | Iwakin (CSKA)                | Eloszwili (Dinamo T)        | Maslonkin (Spartak)               | Pieriewałow (CSKA)               | Artiemjew (Lokomotiw M)         | Gogoberidze (Dinamo T)                | Apuchtin (Lokomotiw M)       | Bubukin (Lokomotiw M)               | Məmmədov (Dinamo M)           | Koman (Dynamo K)                   | Kowalow (Lokomotiw M)           |
| 1957         | 1                        | Jaszyn (Dinamo M)            | Ogońkow (Spartak)           | Kiesariew (Dinamo M)              | B. D. Kuzniecow (Dinamo M)       | Wojnow (Dynamo K)               | Nietto (Spartak)                      | Tatuszyn (Spartak)           | Wal. Iwanow (Torpedo M)             | E. Strielcow (Torpedo M)      | Fiedosow (Dinamo M)                | A. M. Iljin (Spartak)           |
| 1957         | 2                        | W. Bielajew (Dinamo M)       | Rogow (Lokomotiw M)         | Kriżewski (Dinamo M)              | Ostrowski (Torpedo M)            | Kowalow (Lokomotiw M)           | Cariow (Dinamo M)                     | Metreweli (Torpedo M)        | Isajew (Spartak)                    | Simonian (Spartak)            | Koman (Dynamo K)                   | Ryżkin (Dinamo M)               |
| 1957         | 3                        | Masłaczenko (Lokomotiw M)    | Eloszwili (Dinamo T)        | Maslonkin (Spartak)               | Krutikow (CSKA)                  | Paramonow (Spartak)             | A. Pietrow (CSKA)                     | Apuchtin (CSKA)              | Mamykin (Dinamo M)                  | Məmmədov (Dinamo M)           | Salnikow (Spartak)                 | Fomin (Dynamo K)                |
| 1958         | 1                        | Jaszyn (Dinamo M)            | Kiesariew (Dinamo M)        | Maslonkin (Spartak)               | B. D. Kuzniecow (Dinamo M)       | Wojnow (Dynamo K)               | Nietto (Spartak)                      | Metreweli (Torpedo M)        | Wal. Iwanow (Torpedo M)             | Kanewski (Dynamo K)           | Woroszyłow (Lokomotiw M)           | A. M. Iljin (Spartak)           |
| 1958         | 2                        | W. Bielajew (Dinamo M)       | Szczerbakow (CSKA)          | Kriżewski (Dinamo M)              | Sołdatow (Spartak)               | Czistiakow (Spartak)            | Cariow (Dinamo M)                     | Riedkin (Krylja Sowietow)    | Mozier (Spartak)                    | Simonian (Spartak)            | Gusarow (Torpedo M)                | Szapowałow (Dinamo M)           |
| 1958         | 3                        | Masłaczenko (Lokomotiw M)    | Aloszyn (CSKA)              | Jermołajew (CSKA)                 | Bagricz (CSKA)                   | A. Sokołow (Dinamo M)           | Kowalow (Lokomotiw M)                 | Urin (Dinamo M)              | Cinkler (Moldova)                   | Məmmədov (Dinamo M)           | Salnikow (Spartak)                 | Meschi (Dinamo T)               |
| 1959         | 1                        | Jaszyn (Dinamo M)            | Kiesariew (Dinamo M)        | Maslonkin (Spartak)               | B. D. Kuzniecow (Dinamo M)       | Wojnow (Dynamo K)               | Nietto (Spartak)                      | Metreweli (Torpedo M)        | Wal. Iwanow (Torpedo M)             | J. Kuzniecow (Dinamo M)       | Bubukin (Lokomotiw M)              | Meschi (Dinamo T)               |
| 1959         | 2                        | Masłaczenko (Lokomotiw M)    | Sołdatow (Spartak)          | Kriżewski (Dinamo M)              | Bagricz (CSKA)                   | A. Sokołow (Dinamo M)           | Cariow (Dinamo M)                     | Urin (Dinamo M)              | Isajew (Spartak)                    | Kałojew (Dinamo T)            | Gogoberidze (Dinamo T)             | A. M. Iljin (Spartak)           |
| 1959         | 3                        | Razinski (CSKA)              | Miedakin (Torpedo M)        | W. Szustikow (Torpedo M)          | Krutikow (Spartak)               | Artiemjew (Lokomotiw M)         | Kowalow (Lokomotiw M)                 | Apuchtin (CSKA)              | Batanow (Zenit Petersburg)          | Poniedielnik (SKA)            | Fiedosow (Dinamo M)                | Mosalew (SKA)                   |
| 1960         | 1                        | Jaszyn (Dinamo M)            | Czocheli (Dinamo T)         | Maslonkin (Spartak)               | Krutikow (Spartak)               | Wojnow (Dynamo K)               | Nietto (Spartak)                      | Metreweli (Torpedo M)        | Wal. Iwanow (Torpedo M)             | Poniedielnik (SKA)            | Bubukin (Lokomotiw M)              | Meschi (Dinamo T)               |
| 1960         | 2                        | Masłaczenko (Lokomotiw M)    | Miedakin (Torpedo M)        | W. Szustikow (Torpedo M)          | Ostrowski (Torpedo M)            | Woronin (Torpedo M)             | Manoszyn (Torpedo M)                  | Bazyłewicz (Dynamo K)        | Czislenko (Dinamo M)                | Gusarow (Torpedo M)           | Batanow (Torpedo M)                | Łobanowski (Dynamo K)           |
| 1960         | 3                        | Kotrikadze (Dinamo T)        | W. Pietrow (Spartak)        | Riabow (Dinamo M)                 | Bagricz (CSKA)                   | Czertkow (SKA)                  | Szykunow (SKA)                        | Apuchtin (CSKA)              | Serebrianikow (Dynamo K)            | G. Smirnow (Daugava)          | Chusainow (Krylja Sowietow)        | Siergiejew (Torpedo M)          |
| 1961         | 1                        | Jaszyn (Dinamo M)            | Dubinski (CSKA)             | Maslonkin (Spartak)               | Czocheli (Dinamo T)              | Woronin (Torpedo M)             | Nietto (Spartak)                      | Metreweli (Torpedo M)        | Wal. Iwanow (Torpedo M)             | Poniedielnik (SKA)            | Mamykin (CSKA)                     | Meschi (Dinamo T)               |
| 1961         | 2                        | Masłaczenko (Lokomotiw M)    | G. Ambarcumjan (Ararat)     | Szestierniow (CSKA)               | Ostrowski (Torpedo M)            | Sabo (Dynamo K)                 | Manoszyn (Torpedo M)                  | Czislenko (Dinamo M)         | W. Ambarcumjan (CSKA)               | Gusarow (Torpedo M)           | Chusainow (Spartak)                | Mosalew (SKA)                   |
| 1961         | 3                        | Kotrikadze (Dinamo T)        | Daniłow (Zenit Petersburg)  | W. Szustikow (Torpedo M)          | Krutikow (Spartak)               | G. Siczinawa (Dinamo T)         | Szykunow (SKA)                        | Bazyłewicz (Dynamo K)        | Serebrianikow (Dynamo K)            | Kanewski (Dynamo K)           | Jamanidze (Dinamo T)               | Spiridonow (Lokomotiw M)        |
| 1962         | 1                        | Jaszyn (Dinamo M)            | Dubinski (CSKA)             | Maslonkin (Spartak)               | Czocheli (Dinamo T)              | Krutikow (Spartak)              | Zawidonow (Zenit Petersburg)          | Nietto (Spartak)             | Metreweli (Torpedo M)               | Wal. Iwanow (Torpedo M)       | Poniedielnik (SKA)                 | Meschi (Dinamo T)               |
| 1962         | 2                        | Masłaczenko (Spartak)        | Łogofiet (Spartak)          | Riabow (Dinamo M)                 | Szestierniow (CSKA)              | Daniłow (Zenit Petersburg)      | Sabo (Dynamo K)                       | Manoszyn (Torpedo M)         | Czislenko (Dinamo M)                | Serebrianikow (Dynamo K)      | Gusarow (Torpedo M)                | Łobanowski (Dynamo K)           |
| 1962         | 3                        | Kotrikadze (Dinamo T)        | Siemigłazow (CSKA)          | Turianczyk (Dynamo K)             | Dikariow (Spartak)               | Bagricz (CSKA)                  | G. Siczinawa (Dinamo T)               | Jamanidze (Dinamo T)         | Bazyłewicz (Dynamo K)               | J. Siewidow (Spartak)         | Kanewski (Dynamo K)                | Chusainow (Spartak)             |
| 1963         | 1                        | Jaszyn (Dinamo M)            | Dubinski (CSKA)             | Szestierniow (CSKA)               | W. Szustikow (Torpedo M)         | Krutikow (Spartak)              | Woronin (Torpedo M)                   | Nietto (Spartak)             | Czislenko (Dinamo M)                | Wal. Iwanow (Torpedo M)       | Poniedielnik (SKA)                 | Chusainow (Spartak)             |
| 1963         | 2                        | Uruszadze (Torpedo K)        | Mudrik (Dinamo M)           | A. Korniejew (Spartak)            | Cariow (Dinamo M)                | Głotow (Dinamo M)               | Masłow (Dinamo M)                     | Korolenkow (Dinamo M)        | Bazyłewicz (Dynamo K)               | Mustygin (Dynama Mń)          | Małofiejew (Dynama Mń)             | Kopajew (SKA)                   |
| 1963         | 3                        | Kotrikadze (Dinamo T)        | W. Ponomariow (CSKA)        | Churcilawa (Dinamo T)             | Czocheli (Dinamo T)              | Daniłow (Zenit Petersburg)      | Falin (Spartak)                       | Biba (Dynamo K)              | Tuayev (Neftçi)                     | Serebrianikow (Dynamo K)      | Gusarow (Dinamo M)                 | Fadiejew (Dinamo M)             |
| 1964         | 1                        | Jaszyn (Dinamo M)            | W. Ponomariow (CSKA)        | Szestierniow (CSKA)               | W. Szustikow (Torpedo M)         | Mudrik (Dinamo M)               | Woronin (Torpedo M)                   | Jamanidze (Dinamo T)         | Czislenko (Dinamo M)                | Wal. Iwanow (Torpedo M)       | Metreweli (Dinamo T)               | Meschi (Dinamo T)               |
| 1964         | 2                        | Bannikow (Dynamo K)          | B. Siczinawa (Dinamo T)     | Aniczkin (Dinamo M)               | A. Korniejew (Spartak)           | Sarajew (Torpedo M)             | G. Siczinawa (Dinamo T)               | Biba (Dynamo K)              | Datunaszwili (Dinamo T)             | Barkaja (Dinamo T)            | Serebrianikow (Dynamo K)           | Chusainow (Spartak)             |
| 1964         | 3                        | Kawazaszwili (Torpedo M)     | Łogofiet (Spartak)          | Sosnychin (Dynamo K)              | Zejnkliszwili (Dinamo T)         | Cchowrebow (Dinamo T)           | Masłow (Dinamo M)                     | Manoszyn (CSKA)              | Bazyłewicz (Dynamo K)               | W. Fiedotow (CSKA)            | Kazakow (CSKA)                     | Chmelnycki (Szachtar)           |
| 1965         | 1                        | Jaszyn (Dinamo M)            | W. Ponomariow (CSKA)        | Szestierniow (CSKA)               | Afonin (SKA)                     | Daniłow (Zenit Petersburg)      | Woronin (Torpedo M)                   | Sabo (Dynamo K)              | Metreweli (Dinamo T)                | Kopajew (SKA)                 | E. Strielcow (Torpedo M)           | Meschi (Dinamo T)               |
| 1965         | 2                        | Kawazaszwili (Torpedo M)     | Szczeholkow (Dynamo K)      | Churcilawa (Dinamo T)             | Usatorre (Dynama Mń)             | Ostrowski (Dynamo K)            | Biba (Dynamo K)                       | Briedniew (Torpedo M)        | Czislenko (Dinamo M)                | Wal. Iwanow (Torpedo M)       | Baniszewski (Neftçi)               | Chusainow (Spartak)             |
| 1965         | 3                        | Bannikow (Dynamo K)          | Gietmanow (SKA)             | W. Szustikow (Torpedo M)          | Maruszko (Torpedo M)             | Bagricz (CSKA)                  | Masłow (Dinamo M)                     | Sadyrin (Zenit Petersburg)   | Bazyłewicz (Dynamo K)               | Małofiejew (Dynama Mń)        | Serebrianikow (Dynamo K)           | Chmelnycki (Dynamo K)           |
| 1966         | 1                        | Jaszyn (Dinamo M)            | W. Ponomariow (CSKA)        | Szestierniow (CSKA)               | Turianczyk (Dynamo K)            | Daniłow (Zenit Petersburg)      | Sabo (Dynamo K)                       | Medwid´ (Dynamo K)           | Czislenko (Dinamo M)                | Byszowiec (Dynamo K)          | Biba (Dynamo K)                    | Matwiejew (SKA)                 |
| 1966         | 2                        | Kawazaszwili (Torpedo M)     | Gietmanow (SKA)             | Sosnychin (Dynamo K)              | Churcilawa (Dinamo T)            | Bagricz (CSKA)                  | Woronin (Torpedo M)                   | Leniow (Torpedo M)           | Porkujan (Dynamo K)                 | E. Strielcow (Torpedo M)      | Baniszewski (Neftçi)               | Datunaszwili (Dinamo T)         |
| 1966         | 3                        | Pszenicznikow (Paxtakor)     | Andriejuk (Torpedo M)       | Afonin (SKA)                      | Aniczkin (Dinamo M)              | Ostrowski (Dynamo K)            | G. Siczinawa (Dinamo T)               | Muntian (Dynamo K)           | Tuayev (Neftçi)                     | Osianin (Spartak)             | Kopajew (SKA)                      | Chmelnycki (Dynamo K)           |
| 1967         |                          | Kawazaszwili (Torpedo M)     | Aniczkin (Dinamo M)         | Zykow (Dinamo M)                  | Sosnychin (Dynamo K)             | Cchowrebow (Dinamo T)           | Asatiani (Dinamo T)                   | Małofiejew (Dynama Mń)       | Muntian (Dynamo K)                  | Baniszewski (Neftçi)          | Koch (Lokomotiw M)                 | E. Strielcow (Torpedo M)        |
| 1967         | Pszenicznikow (Paxtakor) | Afonin (SKA)                 | Istomin (CSKA)              | Turianczyk (Dynamo K)             | Szestierniow (CSKA)              | Gusarow (Dinamo M)              | Masłow (Dinamo M)                     | Sabo (Dynamo K)              | Byszowiec (Dynamo K)                | Mustygin (Dynama Mń)          | Tuayev (Neftçi)                    |                                 |
| 1967         | Jaszyn (Dinamo M)        | Bruxti (Neftçi)              | Łewczenko (Dynamo K)        | Churcilawa (Dinamo T)             | Szczeholkow (Dynamo K)           | Jeśkow (SKA)                    | Medwid´ (Dynamo K)                    | Serebrianikow (Dynamo K)     | Jewriużychin (Dinamo M)             | Nodia (Dinamo T)              | Czislenko (Dinamo M)               |                                 |
| 1968         | 1                        | Jaszyn (Dinamo M)            | Afonin (CSKA)               | Szestierniow (CSKA)               | Churcilawa (Dinamo T)            | Zykow (Dinamo M)                | Muntian (Dynamo K)                    | W. Ambarcumjan (Spartak)     | Serebrianikow (Dynamo K)            | Metreweli (Dinamo T)          | E. Strielcow (Torpedo M)           | Chmelnycki (Dynamo K)           |
| 1968         | 2                        | Pszenicznikow (CSKA)         | Istomin (CSKA)              | Kapłyczny (CSKA)                  | Sosnychin (Dynamo K)             | Dzodzuaszwili (Dinamo T)        | Masłow (Dinamo M)                     | Aniczkin (Dinamo M)          | Małofiejew (Dynama Mń)              | Puzacz (Dynamo K)             | Kozłow (Dinamo M)                  | Abduraimov (Paxtakor)           |
| 1968         | 3                        | Dehteriow (Szachtar)         | Janiec (Torpedo M)          | Krułykowski (Dynamo K)            | Łysenko (Czornomorec)            | Łewczenko (Dynamo K)            | Sacharow (Dynama Mń)                  | Leniow (Torpedo M)           | Kisielow (Spartak)                  | Gierszkowicz (Torpedo M)      | Byszowiec (Dynamo K)               | Chusainow (Spartak)             |
| 1969         | 1                        | Rudakow (Dynamo K)           | Dzodzuaszwili (Dinamo T)    | Szestierniow (CSKA)               | Churcilawa (Dinamo T)            | Łowczew (Spartak)               | Muntian (Dynamo K)                    | Asatiani (Dinamo T)          | Serebrianikow (Dynamo K)            | Gierszkowicz (Torpedo M)      | Byszowiec (Dynamo K)               | Nodia (Dinamo T)                |
| 1969         | 2                        | Kawazaszwili (Spartak)       | Łogofiet (Spartak)          | Wad. Iwanow (Spartak)             | Kapłyczny (CSKA)                 | Afonin (CSKA)                   | Papajew (Spartak)                     | Kisielow (Spartak)           | Kalinow (Spartak)                   | Puzacz (Dynamo K)             | Osianin (Spartak)                  | Chmelnycki (Dynamo K)           |
| 1969         | 3                        | Jaszyn (Dinamo M)            | Sztapow (Dinamo M)          | Sosnychin (Dynamo K)              | Krułykowski (Dynamo K)           | Zykow (Dinamo M)                | Jeśkow (SKA)                          | Łarin (Dinamo M)             | Bohowyk (Dynamo K)                  | Kozłow (Dinamo M)             | Zinczenko (SKA)                    | Chusainow (Spartak)             |
| 1970         | 1                        | Bannikow (Torpedo M)         | Istomin (CSKA)              | Szestierniow (CSKA)               | Kapłyczny (CSKA)                 | Zykow (Dinamo M)                | Muntian (Dynamo K)                    | W. Fiedotow (CSKA)           | Papajew (Spartak)                   | Nodia (Dinamo T)              | Kopiejkin (CSKA)                   | Jewriużychin (Dinamo M)         |
| 1970         | 2                        | Kudasow (SKA)                | Dzodzuaszwili (Dinamo T)    | Wad. Iwanow (Spartak)             | W. Smirnow (Dinamo M)            | Łowczew (Spartak)               | Kisielow (Spartak)                    | Kalinow (Spartak)            | Polikarpow (CSKA)                   | Esztriekow (Dinamo M)         | Kozłow (Dinamo M)                  | Dudarenko (CSKA)                |
| 1970         | 3                        | Kawazaszwili (Spartak)       | Łogofiet (Spartak)          | Aniczkin (Dinamo M)               | Churcilawa (Dinamo T)            | Afonin (CSKA)                   | Masłow (Dinamo M)                     | Asatiani (Dinamo T)          | Kulczycki (Karpaty)                 | G. Szalimow (Torpedo M)       | Byszowiec (Dynamo K)               | Kozynkewicz (Szachtar)          |
| 1971         | 1                        | Rudakow (Dynamo K)           | Dzodzuaszwili (Dinamo T)    | Szestierniow (CSKA)               | Churcilawa (Dinamo T)            | Zykow (Dinamo M)                | Dołmatow (Kajrat)                     | W. Fiedotow (CSKA)           | Kołotow (Dynamo K)                  | Isztojan (Ararat)             | Byszowiec (Dynamo K)               | Szewczenko (Neftçi)             |
| 1971         | 2                        | Bannikow (Torpedo M)         | Istomin (CSKA)              | Sosnychin (Dynamo K)              | Abramow (Spartak)                | Matwijenko (Dynamo K)           | Kisielow (Spartak)                    | Zanazanjan (Ararat)          | Andreasjan (Ararat)                 | Hreszczak (Karpaty)           | Kopiejkin (CSKA)                   | Kozynkewicz (Szachtar)          |
| 1971         | 3                        | Pilguj (Dinamo M)            | Sierostanow (SKA)           | Pachomow (Torpedo M)              | Kowalenko (Ararat)               | Mesropjan (Ararat)              | Weremiejew (Dynamo K)                 | M. Maczaidze (Dinamo T)      | Końkow (Szachtar)                   | Puzacz (Dynamo K)             | Markarow (Ararat)                  | Chmelnycki (Dynamo K)           |
| 1972         | 1                        | Rudakow (Dynamo K)           | Dzodzuaszwili (Dinamo T)    | Churcilawa (Dinamo T)             | Kapłyczny (CSKA)                 | Łowczew (Spartak)               | Muntian (Dynamo K)                    | W. Fiedotow (CSKA)           | Kołotow (Dynamo K)                  | Gucaewi (Dinamo T)            | Puzacz (Dynamo K)                  | Błochin (Dynamo K)              |
| 1972         | 2                        | Pilguj (Dinamo M)            | Docenko (Dynamo K)          | Żurawlow (Zoria)                  | Olszanski (Spartak)              | Istomin (CSKA)                  | W. Kuzniecow (Zoria)                  | Semenow (Zoria)              | Papajew (Spartak)                   | J. Smirnow (Torpedo M)        | Nodia (Dinamo T)                   | Onyszczenko (Zoria)             |
| 1972         | 3                        | Bannikow (Torpedo M)         | Sierostanow (SKA)           | Zwiahincew (CSKA)                 | Fomenko (Dynamo K)               | Zagumiennych (Zenit Petersburg) | M. Maczaidze (Dinamo T)               | Weremiejew (Dynamo K)        | Wasienin (Zoria)                    | Czesnokow (Lokomotiw M)       | Zinczenko (Zenit Petersburg)       | Chromczenkow (Zenit Petersburg) |
| 1973         | 1                        | Pilguj (Dinamo M)            | Dzodzuaszwili (Dinamo T)    | Churcilawa (Dinamo T)             | Kapłyczny (CSKA)                 | Łowczew (Spartak)               | Muntian (Dynamo K)                    | W. Fiedotow (CSKA)           | Andreasjan (Ararat)                 | Isztojan (Ararat)             | Kożemiakin (Dinamo M)              | Błochin (Dynamo K)              |
| 1973         | 2                        | Abramjan (Ararat)            | Martirosjan (Ararat)        | Olszanski (Spartak)               | Fomenko (Dynamo K)               | Matwijenko (Dynamo K)           | Dołmatow (Dinamo M)                   | Zanazanjan (Ararat)          | M. Maczaidze (Dinamo T)             | Onyszczenko (Zoria)           | Markarow (Ararat)                  | Jewriużychin (Dinamo M)         |
| 1973         | 3                        | Rudakow (Dynamo K)           | Basałajew (Dinamo M)        | Zwiahincew (Szachtar)             | Kowalenko (Ararat)               | Mesropjan (Ararat)              | Weremiejew (Dynamo K)                 | Końkow (Szachtar)            | Kołotow (Dynamo K)                  | Wasin (Szachtar)              | Nodia (Dinamo T)                   | Kipiani (Dinamo T)              |
| 1974         | 1                        | Prochorow (Spartak)          | Troszkin (Dynamo K)         | Fomenko (Dynamo K)                | Olszanski (Spartak)              | Matwijenko (Dynamo K)           | Weremiejew (Dynamo K)                 | Kołotow (Dynamo K)           | Andreasjan (Ararat)                 | Onyszczenko (Dynamo K)        | Nikonow (Torpedo M)                | Błochin (Dynamo K)              |
| 1974         | 2                        | Rudakow (Dynamo K)           | Łogofiet (Spartak)          | Osianin (Spartak)                 | Chudijew (Torpedo M)             | Buturłakin (Torpedo M)          | W. Kuzniecow (Zoria)                  | M. Maczaidze (Dinamo T)      | Łowczew (Spartak)                   | Czesnokow (Lokomotiw M)       | Fiodorow (Paxtakor)                | Chadzipanagis (Paxtakor)        |
| 1974         | 3                        | Pilguj (Dinamo M)            | Dzodzuaszwili (Dinamo T)    | Zwiahincew (Szachtar)             | Nikulin (Dinamo M)               | Wysokich (CSKA)                 | Minajew (Spartak)                     | Zanazanjan (Ararat)          | An (Paxtakor)                       | Isztojan (Ararat)             | Pawlenko (Dinamo M)                | Kazaczonok (Zenit Petersburg)   |
| 1975         | 1                        | Prochorow (Spartak)          | Troszkin (Dynamo K)         | Zwiahincew (Szachtar)             | Fomenko (Dynamo K)               | Łowczew (Spartak)               | Muntian (Dynamo K)                    | Końkow (Dynamo K)            | Kołotow (Dynamo K)                  | Onyszczenko (Dynamo K)        | Weremiejew (Dynamo K)              | Błochin (Dynamo K)              |
| 1975         | 2                        | Astapowski (CSKA)            | Krugłow (Torpedo M)         | Osianin (Spartak)                 | Reszko (Dynamo K)                | Matwijenko (Dynamo K)           | Buriak (Dynamo K)                     | Sacharow (Torpedo M)         | Andreasjan (Ararat)                 | Minajew (Spartak)             | Kopiejkin (CSKA)                   | Maksimienkow (Torpedo M)        |
| 1975         | 3                        | Rudakow (Dynamo K)           | Nikulin (Dinamo M)          | Mirzojan (Ararat)                 | Horbunow (Szachtar)              | Machowikow (Dinamo M)           | Markarow (Ararat)                     | Staruchin (Szachtar)         | Sokołowski (Szachtar)               | Petrosjan (Ararat)            | Kipiani (Dinamo T)                 | Fiłatow (Torpedo M)             |
| (w) 1976 (j) | 1                        | Astapowski (CSKA)            | Krugłow (Torpedo M)         | Fomenko (Dynamo K)                | Olszanski (CSKA)                 | Chinczagaszwili (Dinamo T)      | Minajew (Dinamo M)                    | Końkow (Dynamo K)            | Weremiejew (Dynamo K)               | Kołotow (Dynamo K)            | Onyszczenko (Dynamo K)             | Błochin (Dynamo K)              |
| (w) 1976 (j) | 2                        | Gontar (Dinamo M)            | Troszkin (Dynamo K)         | Szwiecow (CSKA)                   | Horbunow (Szachtar)              | Matwijenko (Dynamo K)           | Buriak (Dynamo K)                     | Sacharow (Torpedo M)         | Tarchanow (CSKA)                    | Kipiani (Dinamo T)            | Markin (Zenit Petersburg)          | Gucaewi (Dinamo T)              |
| (w) 1976 (j) | 3                        | Dehteriow (Szachtar)         | Parow (Dinamo M)            | Wład. Gołubiew (Zenit Petersburg) | Prigoda (Torpedo M)              | Buturłakin (Torpedo M)          | Petrosjan (Ararat)                    | Maksimienkow (Dinamo M)      | Łowczew (Spartak)                   | M. Maczaidze (Dinamo T)       | Czesnokow (CSKA)                   | Fiodorow (Paxtakor)             |
| 1977         | 1                        | Dehteriow (Szachtar)         | Prigoda (Torpedo M)         | Bubnow (Dinamo M)                 | Chinczagaszwili (Dinamo T)       | Machowikow (Dinamo M)           | Buriak (Dynamo K)                     | Końkow (Dynamo K)            | Kipiani (Dinamo T)                  | Weremiejew (Dynamo K)         | Czesnokow (CSKA)                   | Błochin (Dynamo K)              |
| 1977         | 2                        | Pilguj (Dinamo M)            | Kostawa (Dinamo T)          | Fomenko (Dynamo K)                | Żupikow (Torpedo M)              | Mudżyri (Dinamo T)              | Minajew (Dinamo M)                    | Bezsonow (Dynamo K)          | Kołotow (Dynamo K)                  | Fiłatow (Torpedo M)           | Gucaewi (Dinamo T)                 | Czelebadze (Dinamo T)           |
| 1977         | 3                        | Jurkowski (Dynamo K)         | Parow (Dinamo M)            | Wład. Gołubiew (Zenit Petersburg) | Kanteladze (Dinamo T)            | Buturłakin (Torpedo M)          | M. Maczaidze (Dinamo T)               | Jurin (Torpedo M)            | Sacharow (Torpedo M)                | Bereżny (Dynamo K)            | Onyszczenko (Dynamo K)             | Szengelia (Dinamo T)            |
| 1978         | 1                        | Gogia (Dinamo T)             | Kostawa (Dinamo T)          | Bubnow (Dinamo M)                 | Końkow (Dynamo K)                | Machowikow (Dinamo M)           | Bereżny (Dynamo K)                    | M. Maczaidze (Dinamo T)      | Bezsonow (Dynamo K)                 | Gucaewi (Dinamo T)            | Kipiani (Dinamo T)                 | Błochin (Dynamo K)              |
| 1978         | 2                        | Romenski (Czornomorec)       | Prigoda (Torpedo M)         | Bałtacza (Dynamo K)               | Żupikow (Torpedo M)              | Romancew (Spartak)              | Daraselia (Dinamo T)                  | An (Paxtakor)                | Maksimienkow (Torpedo M)            | Jarcew (Spartak)              | Gazzajew (Lokomotiw M)             | Szengelia (Dinamo T)            |
| 1978         | 3                        | Dehteriow (Szachtar)         | Bokij (Dinamo M)            | Łeszczuk (Czornomorec)            | Kanteladze (Dinamo T)            | Kondratow (Szachtar)            | Tarchanow (CSKA)                      | Buriak (Dynamo K)            | Szawło (Spartak)                    | Łatysz (Szachtar)             | Gawriłow (Spartak)                 | Klemientjew (Zenit Petersburg)  |
| 1979         | 1                        | Dasajew (Spartak)            | Łozynski (Dynamo K)         | Chidijatullin (Spartak)           | Cziwadze (Dinamo T)              | Romancew (Spartak)              | Buriak (Dynamo K)                     | M. Maczaidze (Dinamo T)      | Bezsonow (Dynamo K)                 | Gucaewi (Dinamo T)            | Gawriłow (Spartak)                 | Błochin (Dynamo K)              |
| 1979         | 2                        | Gabelia (Dinamo T)           | Dawydow (Zenit Petersburg)  | Końkow (Dynamo K)                 | Chaczatrjan (Ararat)             | Machowikow (Dinamo M)           | Daraselia (Dinamo T)                  | Oganesjan (Ararat)           | Szawło (Spartak)                    | Andriejew (SKA)               | Staruchin (Szachtar)               | Szengelia (Dinamo T)            |
| 1979         | 3                        | Dehteriow (Szachtar)         | Rodin (Karpaty)             | Chinczagaszwili (Dinamo T)        | Szawiejka (Dynama Mń)            | Demjanenko (Dynamo K)           | Fedorenko (Szachtar)                  | Weremiejew (Dynamo K)        | Maksimienkow (Dinamo M)             | Rohowski (Szachtar)           | Kipiani (Dinamo T)                 | Kazaczonok (Zenit Petersburg)   |
| 1980         | 1                        | Dasajew (Spartak)            | Sulakwelidze (Dinamo T)     | Cziwadze (Dinamo T)               | Chidijatullin (Spartak)          | Romancew (Spartak)              | Buriak (Dynamo K)                     | Bezsonow (Dynamo K)          | Oganesjan (Ararat)                  | Andriejew (SKA)               | Gawriłow (Spartak)                 | Błochin (Dynamo K)              |
| 1980         | 2                        | Romenski (Dynamo K)          | Łozynski (Dynamo K)         | Bałtacza (Dynamo K)               | Końkow (Dynamo K)                | Demjanenko (Dynamo K)           | Czerienkow (Spartak)                  | Szawło (Spartak)             | Weremiejew (Dynamo K)               | Chapsalis (Dynamo K)          | Kipiani (Dinamo T)                 | Szengelia (Dinamo T)            |
| 1980         | 3                        | Wik. Czanow (Szachtar)       | Januszewski (Dynama Mń)     | Mirzojan (Spartak)                | Chinczagaszwili (Dinamo T)       | Szwiecow (CSKA)                 | Daraselia (Dinamo T)                  | Tarchanow (CSKA)             | Bal (Karpaty)                       | Gierasimow (Zenit Petersburg) | Żełudkow (Zenit Petersburg)        | Kazaczonok (Zenit Petersburg)   |
| 1981         | 1                        | Dasajew (Spartak)            | Sulakwelidze (Dinamo T)     | Cziwadze (Dinamo T)               | Bałtacza (Dynamo K)              | Demjanenko (Dynamo K)           | Buriak (Dynamo K)                     | Bezsonow (Dynamo K)          | Daraselia (Dinamo T)                | Szengelia (Dinamo T)          | Gawriłow (Spartak)                 | Błochin (Dynamo K)              |
| 1981         | 2                        | Wiacz. Czanow (Torpedo M)    | Borowski (Dynama Mń)        | Końkow (Dynamo K)                 | Chinczagaszwili (Dinamo T)       | Romancew (Spartak)              | Bal (Dynamo K)                        | Susłoparow (Torpedo M)       | Weremiejew (Dynamo K)               | Gucaewi (Dinamo T)            | Kipiani (Dinamo T)                 | Gazzajew (Dinamo M)             |
| 1981         | 3                        | Wik. Czanow (Szachtar)       | Łozynski (Dynamo K)         | Chizaniszwili (Dinamo T)          | Chidijatullin (CSKA)             | Tawadze (Dinamo T)              | Czerienkow (Spartak)                  | Szawło (Spartak)             | Giess (Spartak)                     | Andriejew (SKA)               | Oganesjan (Ararat)                 | S. Rodionow (Spartak)           |
| 1982         | 1                        | Dasajew (Spartak)            | Borowski (Dynama Mń)        | Cziwadze (Dinamo T)               | Bałtacza (Dynamo K)              | Demjanenko (Dynamo K)           | Buriak (Dynamo K)                     | Bezsonow (Dynamo K)          | Prakapienka (Dynama Mń)             | Hurynowicz (Dynama Mń)        | Oganesjan (Ararat)                 | Błochin (Dynamo K)              |
| 1982         | 2                        | Wiacz. Czanow (Torpedo M)    | Łozynski (Dynamo K)         | Ołefirenko (Dynamo K)             | Romancew (Spartak)               | Kurnienin (Dynama Mń)           | Czerienkow (Spartak)                  | Pudyszew (Dynama Mń)         | Bal (Dynamo K)                      | Jewtuszenko (Dynamo K)        | Jakubik (Paxtakor)                 | S. Rodionow (Spartak)           |
| 1982         | 3                        | Wik. Czanow (Dynamo K)       | Chizaniszwili (Dinamo T)    | Januszewski (Dynama Mń)           | Alejnikau (Dynama Mń)            | Dawydow (Zenit Petersburg)      | Sokołowski (Szachtar)                 | Szawło (Spartak)             | Daraselia (Dinamo T)                | Caawa (Dinamo T)              | Tarchanow (CSKA)                   | Wasileuski (Dynama Mń)          |
| 1983         | 1                        | Dasajew (Spartak)            | Socznow (Spartak)           | Cziwadze (Dinamo T)               | Bałtacza (Dynamo K)              | Demjanenko (Dynamo K)           | Czerienkow (Spartak)                  | Alejnikau (Dynama Mń)        | Oganesjan (Ararat)                  | Hurynowicz (Dynama Mń)        | Gawriłow (Spartak)                 | S. Rodionow (Spartak)           |
| 1983         | 2                        | Jurkus (Žalgiris)            | Łarionow (Zenit Petersburg) | Borowski (Dynama Mń)              | Kasparavičius (Žalgiris)         | Kurnienin (Dynama Mń)           | Hocmanau (Dynama Mń)                  | Sokołowski (Szachtar)        | W. Kuzniecow (Dnipro)               | Hraczow (Szachtar)            | Tarchanow (CSKA)                   | Błochin (Dynamo K)              |
| 1983         | 3                        | Wiacz. Czanow (Torpedo M)    | Szyszkin (Dynama Mń)        | Żupikow (Torpedo M)               | Bazulew (Spartak)                | Bułgakow (CSKA)                 | Łytowczenko (Dnipro)                  | Mielnikow (Zenit Petersburg) | Zyhmantowicz (Dynama Mń)            | Protasow (Dnipro)             | Jakubauskas (Žalgiris)             | Taran (Dnipro)                  |
| 1984         | 1                        | Biriukow (Zenit Petersburg)  | Sulakwelidze (Dinamo T)     | Cziwadze (Dinamo T)               | Bałtacza (Dynamo K)              | Demjanenko (Dynamo K)           | Hocmanau (Dynama Mń)                  | Łytowczenko (Dnipro)         | Szawło (Spartak)                    | Protasow (Dnipro)             | Gawriłow (Spartak)                 | S. Rodionow (Spartak)           |
| 1984         | 2                        | Dasajew (Spartak)            | Socznow (Spartak)           | Borowski (Dynama Mń)              | Morozow (Spartak)                | Pozdniakow (Spartak)            | Broszyn (Zenit Petersburg)            | Alejnikau (Dynama Mń)        | Zyhmantowicz (Dynama Mń)            | Hraczow (Szachtar)            | Andriejew (SKA)                    | Błochin (Dynamo K)              |
| 1984         | 3                        | Krakowski (Dnipro)           | Łarionow (Zenit Petersburg) | Bubnow (Spartak)                  | Stiepanow (Zenit Petersburg)     | Kurnienin (Dynama Mń)           | Czerienkow (Spartak)                  | Żełudkow (Zenit Petersburg)  | W. Kuzniecow (Dnipro)               | Worobjow (SKA)                | Piechlewanidi (Kajrat)             | Klemientjew (Zenit Petersburg)  |
| 1985         | 1                        | Dasajew (Spartak)            | Morozow (Spartak)           | Bałtacza (Dynamo K)               | B. J. Kuzniecow (Spartak)        | Demjanenko (Dynamo K)           | Hocmanau (Dynama Mń)                  | Bezsonow (Dynamo K)          | Czerienkow (Spartak)                | Protasow (Dnipro)             | Zawarow (Dynamo K)                 | Błochin (Dynamo K)              |
| 1985         | 2                        | Mychajłow (Dynamo K)         | Łarionow (Zenit Petersburg) | Cziwadze (Dinamo T)               | O. Kuzniecow (Dynamo K)          | Pozdniakow (Dinamo M)           | Łytowczenko (Dnipro)                  | Alejnikau (Dynama Mń)        | Rac (Dynamo K)                      | Dmitrijew (Zenit Petersburg)  | Gawriłow (Spartak)                 | Kandracjeu (Dynama Mń)          |
| 1985         | 3                        | Krakowski (Dnipro)           | Socznow (Spartak)           | Bubnow (Spartak)                  | Puczkow (Dnipro)                 | Janonis (Žalgiris)              | Jaremczuk (Dynamo K)                  | Wołgin (Kajrat)              | Zyhmantowicz (Dynama Mń)            | Biełanow (Dynamo K)           | Pasulko (Czornomorec)              | S. Rodionow (Spartak)           |
| 1986         | 1                        | Dasajew (Spartak)            | Bezsonow (Dynamo K)         | Cziwadze (Dinamo T)               | O. Kuzniecow (Dynamo K)          | Demjanenko (Dynamo K)           | Jaremczuk (Dynamo K)                  | Rac (Dynamo K)               | Jakowenko (Dynamo K)                | Biełanow (Dynamo K)           | Zawarow (Dynamo K)                 | Błochin (Dynamo K)              |
| 1986         | 2                        | Wik. Czanow (Dynamo K)       | Sulakwelidze (Dinamo T)     | Bałtacza (Dynamo K)               | B. J. Kuzniecow (Spartak)        | Pozdniakow (Spartak)            | Alejnikau (Dynama Mń)                 | Hocmanau (Dynama Mń)         | Chidijatullin (Spartak)             | J. Sawiczew (Torpedo M)       | Borodiuk (Dinamo M)                | S. Rodionow (Spartak)           |
| 1986         | 3                        | Charin (Torpedo M)           | Łosiew (Dinamo M)           | Prigoda (Torpedo M)               | Janonis (Žalgiris)               | Morozow (Spartak)               | Jewtuszenko (Dynamo K)                | Karatajew (Dinamo M)         | Dobrowolski (Dinamo M)              | Dmitrijew (Zenit Petersburg)  | Protasow (Dnipro)                  | Ahmedov (Neftçi)                |
| 1987         | 1                        | Dasajew (Spartak)            | Bezsonow (Dynamo K)         | Chidijatullin (Spartak)           | O. Kuzniecow (Dynamo K)          | Jarowienko (Kajrat)             | Czerienkow (Spartak)                  | Alejnikau (Dynama Mń)        | Dobrowolski (Dinamo M)              | Protasow (Dnipro)             | Zawarow (Dynamo K)                 | S. Rodionow (Spartak)           |
| 1987         | 2                        | Charin (Torpedo M)           | Łosiew (Dinamo M)           | Sukristovas (Žalgiris)            | Susłoparow (Spartak)             | Czerednyk (Dnipro)              | Łytowczenko (Dnipro)                  | Pasulko (Spartak)            | Hocmanau (Dynama Mń)                | Baranauskas (Žalgiris)        | Mychajłyczenko (Dynamo K)          | Narbekovas (Žalgiris)           |
| 1987         | 3                        | Żydkow (Neftçi)              | Baszkirow (Dnipro)          | Prigoda (Torpedo M)               | Janonis (Žalgiris)               | Jakubauskas (Žalgiris)          | Jakowenko (Dynamo K)                  | W. Tyszczenko (Dnipro)       | Rac (Dynamo K)                      | Biełanow (Dynamo K)           | J. Sawiczew (Torpedo M)            | Kandracjeu (Dynama Mń)          |
| 1988         | 1                        | Dasajew (Spartak)            | Gorłukowicz (Lokomotiw M)   | Chidijatullin (Spartak)           | O. Kuzniecow (Dynamo K)          | Demjanenko (Dynamo K)           | Łytowczenko (Dynamo K)                | Alejnikau (Dynama Mń)        | Dobrowolski (Dinamo M)              | Mychajłyczenko (Dynamo K)     | Zawarow (Dynamo K)                 | Protasow (Dynamo K)             |
| 1988         | 2                        | Wik. Czanow (Dynamo K)       | Łosiew (Dinamo M)           | Wysznewski (Dnipro)               | Zyhmantowicz (Dynama Mń)         | Czerednyk (Dnipro)              | J. Kuzniecow (Spartak)                | Szyrinbiekow (Torpedo M)     | Rac (Dynamo K)                      | J. Sawiczew (Torpedo M)       | Czerienkow (Spartak)               | Luty (Dnipro)                   |
| 1988         | 3                        | Charin (Dinamo M)            | Bezsonow (Dynamo K)         | Rogowskoj (Torpedo M)             | Puczkow (Dnipro)                 | Ketaszwili (Dinamo T)           | N. Sawiczew (Torpedo M)               | Bahmut (Dnipro)              | Narbekovas (Žalgiris)               | Borodiuk (Dinamo M)           | Szachow (Dnipro)                   | Biełanow (Dynamo K)             |
| 1989         | 1                        | Czerczesow (Spartak)         | Bezsonow (Dynamo K)         | Bal (Dynamo K)                    | O. Kuzniecow (Dynamo K)          | Gorłukowicz (Lokomotiw M)       | Mychajłyczenko (Dynamo K)             | Łytowczenko (Dynamo K)       | Czerienkow (Spartak)                | Dobrowolski (Dinamo M)        | Protasow (Dynamo K)                | S. Rodionow (Spartak)           |
| 1989         | 2                        | Charin (Dinamo M)            | Ketaszwili (Dinamo T)       | Sidelnikow (Dnipro)               | Zyhmantowicz (Dynama Mń)         | Szmatowałenko (Dynamo K)        | Bahmut (Dnipro)                       | J. Kuzniecow (Spartak)       | Tatarczuk (CSKA)                    | Jaremczuk (Dynamo K)          | Szmarow (Spartak)                  | Koływanow (Dinamo M)            |
| 1989         | 3                        | Wik. Czanow (Dynamo K)       | Łużny (Dynamo K)            | Cwejba (Dinamo T)                 | Morozow (Spartak)                | Kulkow (Spartak)                | W. Tyszczenko (Dnipro)                | Ivanauskas (Žalgiris)        | I. Szalimow (Spartak)               | Kudrycki (Dnipro)             | Kirjakow (Dinamo M)                | Luty (Dnipro)                   |
| 1990         | 1                        | Uwarow (Dinamo M)            | Kulkow (Spartak)            | Czernyszow (Dinamo M)             | Pozdniakow (Spartak)             | O. Kuzniecow (Dynamo K)         | Kanczelskis (Szachtar)                | Mychajłyczenko (Dynamo K)    | I. Szalimow (Spartak)               | Dobrowolski (Dinamo M)        | Mostowoj (Spartak)                 | Juran (Dynamo K)                |
| 1990         | 2                        | Czerczesow (Spartak)         | Galamin (CSKA)              | Cwejba (Dynamo K)                 | Szmatowałenko (Dynamo K)         | Sidelnikow (Dnipro)             | Perepadenko (Spartak)                 | D. Kuzniecow (CSKA)          | Broszyn (CSKA)                      | Łytowczenko (Dynamo K)        | Protasow (Dynamo K)                | Koływanow (Dinamo M)            |
| 1990         | 3                        | W. Saryczew (Torpedo M)      | Judin (Dnipro)              | Rogowskoj (Torpedo M)             | Połukarow (Torpedo M)            | Fokin (CSKA)                    | Kudrycki (Dnipro)                     | Kobielew (Dinamo M)          | N. Sawiczew (Torpedo M)             | Tatarczuk (CSKA)              | Tiszkow (Torpedo M)                | Szmarow (Spartak)               |
| 1991         | 1                        | Czerczesow (Spartak)         | Galamin (CSKA)              | Czernyszow (Dinamo M)             | Kulkow (Spartak)                 | Cwejba (Dynamo K)               | I. Korniejew (CSKA)                   | Mostowoj (Spartak)           | D. Kuzniecow (CSKA)                 | I. Szalimow (Spartak)         | Juran (Dynamo K)                   | Koływanow (Dinamo M)            |
| 1991         | 2                        | Charin (CSKA)                | Połukarow (Torpedo M)       | Nikiforow (Czornomorec)           | Kołotowkin (CSKA)                | Tretjak (Czornomorec)           | Perepadenko (Spartak)                 | Tatarczuk (CSKA)             | Kobielew (Dinamo M)                 | Popow (Spartak)               | Radczenko (Spartak)                | Tiszkow (Torpedo M)             |
| 1991         | 3                        | Jeriomin (CSKA)              | Łużny (Dynamo K)            | Rakhimov (Pamir)                  | Szmatowałenko (Dynamo K)         | Sarkisjan (Ararat)              | Agaszkow (Torpedo M)                  | Tetradze (Dinamo M)          | Piatnicki (Paxtakor)                | Broszyn (CSKA)                | Kirjakow (Dinamo M)                | Siergiejew (CSKA)               |